# François-Joseph de Villeneuve-Esclapon
 (août 2025).
Motif : aucune source secondaire centrée
- Archive Wikiwix
- Bing
- Cairn
- DuckDuckGo
- E. Universalis
- Gallica
- Google
- G. Books
- G. News
- G. Scholar
- Persée
- Qwant
- (zh) Baidu
- (ru) Yandex
- (wd) trouver des œuvres sur Wikidata

| 1. | Préciser le motif de la pose du bandeau. | Précisez le motif de la pose du bandeau en utilisant la syntaxe suivante : {{admissibilité à vérifier\|date=août 2025\|motif=remplacez ce texte par le motif}}                                              |
| 2. | Informer les utilisateurs concernés.     | Pensez à avertir le créateur de l'article, par exemple, en insérant le code ci-dessous sur sa page de discussion : {{subst:avertissement admissibilité à vérifier\|François-Joseph de Villeneuve-Esclapon}} |

Pour les autres membres de la famille, voir Famille de Villeneuve (Provence).
François-Joseph de Villeneuve-Esclapon est un prélat français, évêque de Verdun de 1826 à 1831.

## Biographie
Abbé commendataire de l'abbaye Notre-Dame de Gondon et vicaire général du diocèse d'Auch avant la Révolution, il refuse de prêter serment à la Constitution civile du clergé et renonce alors à ces fonctions ecclésiastiques. 
Il devient maire de Fayence. 
Retrouvant des fonctions ecclésiastiques, Pierre-Ferdinand de Bausset-Roquefort le nomme chanoine honoraire d'Aix-en-Provence. 
Contribuant grandement au retour au culte du sanctuaire de la Sainte-Baume, il devient chanoine titulaire de Fréjus le 30 novembre 1823 et vicaire général. 
Le 13 décembre 1826, il est désigné évêque de Verdun, préconisé à Rome le 9 avril et sacré le 20 mai 1827 par Pierre-Ferdinand de Bausset-Roquefort, archevêque d'Aix, assisté de Jean-François-Marie Le Pappe de Trévern, évêque de Strasbourg et de Charles de Forbin-Janson, évêque de Nancy.
Il meurt à Verdun le 14 novembre 1831.

## Armes
De gueules fretté de six lances d'or, accompagné de petits écussons d'or dans les claires-voies; sur le tout d'azur à la fleur de lys d'or.

### Articles liés
- Liste des évêques de Verdun
- Diocèse de Verdun